# Lenguas salomonenses sudorientales
Las lenguas salomonenses sudorientales son un grupo de lenguas austronesias que forman parte del conjunto de las lenguas oceánicas; y a la vez están cercanamente relacionadas con las lenguas mesomelanesias. Son características de las Islas Salomón extiendiéndose por las islas de Malaita, Makira, Guadalcanal y parte de Santa Isabel.

## Clasificación
De acuerdo con Lynch, Ross & Crowley (2002), la estructura de este grupo filogenético es la siguiente
- Bugotu–Gela–Guadalcanal: en Guadalcanal y parte de la Santa Isabel.
  - Bughotu (Bugotu)
  - Gela–Guadalcanal
    - Gélico: Lengo, Gela.
    - Guadalcanal occidental, Guadalcanal meridional: Birao, Ghari, Malango, Talise.
- Longgu–Malaita–Makira: En las islas de Malaita y Makira.
  - Longgu
  - Malaita–Makira
    - Sa'a
    - Makira (San Cristóbal): Arosi, Bauro, Fagani, Kahua–Owa
    - Malaita
      - Malaita meridional: 'Are'are, Marau, Oroha, ?Dori'o[cita requerida]
      - Malaita central-septentrional: Baelelea, Baeggu, Fataleka, Gula'alaa, Kwaio, Kwara'ae, Wala, Lau, To'abaita

## Vocabulario
El vocabulario básico en muchas lenguas salomónicas del sudeste es algo conservador, a diferencia de las formas salomónicas del noroeste, muchas de las cuales no tienen cognados Proto-oceánico. A continuación, Gela y Arosi se comparan con tres lenguas salomónicas noroccidentales. Las formas aberrantes están en negrita.
| Inglés         | Brazo  | Oído    | Hígado | Hueso   | Piel      | Piojo |
| -------------- | ------ | ------- | ------ | ------- | --------- | ----- |
| Proto-oceánico | *lima  | *taliŋa | *qate  | *suRi   | *kulit    | *kutu |
| Ririo          | karisi | ŋgel    | tutuen | punda   | kapat     | utu   |
| Zabana         | kame   | taliŋa  | kola   | huma    | kafu      | gutu  |
| Maringe        | lima   | khuli   | khebu  | knubra  | guli      | theli |
| Gela           | lima   | kuli    | ate    | huli    | gui-guli  | gutu  |
| Arosi          | rima   | kariŋa  | rogo   | su-suri | ʔuri-ʔuri | kote  |

## Comparación léxica
Los numerales en diferentes lenguas salomonenses meridionales:
| GLOSA | Gela- Guadalcanal      | Malaíta-Makira | Malaíta-Makira | PROTO- SALOMÓNICO SUDORIENTAL |
| GLOSA | PROTO-GELA GUADALCANAL | PROTO- MALAÍTA | PROTO- MAKIRA  | PROTO- SALOMÓNICO SUDORIENTAL |
| ----- | ---------------------- | -------------- | -------------- | ----------------------------- |
| '1'   | *ʧe-kai                | *eta           | *etagai        | *tai                          |
| '2'   | *ru(k)a                | *rua           | *rua           | *rua                          |
| '3'   | *tolu                  | *olu           | *oru           | *tolu                         |
| '4'   | *vati                  | *ɸai           | *ɸai           | *ɸati                         |
| '5'   | *lima                  | *lima          | *rima          | *lima                         |
| '6'   | *ono                   | *ono           | *ono           | *ono                          |
| '7'   | *vitu                  | *ɸiu           | *piu           | *ɸitu                         |
| '8'   | *alu                   | *walu          | *waru          | *walu                         |
| '9'   | *siwa                  | *siwa          | *siwa          | *siwa                         |
| '10'  | *saŋavulu              | *taŋaɸulu      | *taŋaɸuru      | *saŋaɸulu                     |